# Ameletus falsus
Ameletus falsus är en dagsländeart som beskrevs av Mcdunnough 1938. Ameletus falsus ingår i släktet Ameletus och familjen Ameletidae. Inga underarter finns listade i Catalogue of Life.